# Сквер Конструктора Симонова
Сквер Конструктора Симонова — сквер в районе Южное Бутово Юго-Западного административного округа Москвы, расположенный между улицами Большая Бутовская и Старонародная.
Название безымянному скверу присвоено постановлением Правительства Москвы от 24 октября 2017 года.
Сквер посвящён конструктору-оружейнику, изобретателю Сергею Гавриловичу Симонову. Решение увековечить его память было принято Городской межведомственной комиссией по наименованию территориальных единиц, улиц, станций метрополитена, организаций и других объектов города Москвы 30 августа 2017 года.